# Ingurtosu
Ingurtosu is een deelgemeente (frazione) in de Italiaanse gemeente Arbus. De plaats lag in de provincie Medio Campidano totdat deze provincie in 2016 opging in de huidige provincie Sud Sardegna. 
Tegenwoordig is het een semi-geruïneerd en bijna verlaten dorp, maar in het verleden, toen het tot het einde van de jaren zestig bewoond werd, huisvestte het bijna vijfduizend mensen en fungeerde het als het managementcentrum van de Ingurtosu-mijn en de nabijgelegen Gennamari-mijn, die maakten beide deel uit van het mijncomplex genaamd de Montevecchio-ader, waaruit lood, zink en zilver werden gewonnen. Het was vroeger een van de belangrijkste mijnen op Sardinië.